# TV 4Wochen
tv 4Wochen ist eine monatlich erscheinende Fernsehzeitschrift, die von der Gong Verlag GmbH, einem Tochterunternehmen der Funke Mediengruppe, herausgegeben wird.

## Konzept & Inhalt
tv 4Wochen erscheint im Pocketformat mit komprimierten Programminformationen. Das Heft beinhaltet 4 Seiten Programm pro Tag, außerdem Rätselseiten sowie Kochrezepte.

## Daten & Fakten
tv 4Wochen richtet sich an Leser zwischen 14 und 49 Jahren. Die Zeitschrift hat eine monatliche verkaufte Auflage von 155.614 Exemplaren. Der Verkaufspreis beträgt 0,89 €. Chefredakteurin ist Katrin Tempel.